# 伍兹克罗斯 (犹他州)
伍兹克罗斯（英文：Woods Cross），是美国犹他州戴维斯县下属的一座城市。建市于 1865年，面积大约为3.88平方英里（10平方公里），海拔约为4,377英尺（1,334米）。根据2010年美国人口普查，该市有人口9,761人。